# Eugahania trjapitzini
Eugahania trjapitzini is een vliesvleugelig insect uit de familie Encyrtidae. De wetenschappelijke naam is voor het eerst geldig gepubliceerd in 1984 door Sharkov.